# قائمة أمناء المجلس العام لأندورا
هذه قائمة بأمناء المجلس العام في أندورا. الأمين العام هو رئيس المجلس العام لأندورا.

## القائمة
فيما يلي قائمة بأصحاب المنصب:
| الاسم                  | بداية المنصب  | نهاية المنصب  | الحزب                      |
| ---------------------- | ------------- | ------------- | -------------------------- |
| جوردي فاراس فورني      | 4 مايو 1993   | 19 يناير 1994 | الحزب الديمقراطي           |
| جوزيب داليرس كودينا    | 19 يناير 1994 | 10 مارس 1997  | الحزب الديمقراطي الاجتماعي |
| فرانسيسك أريني كاسال   | 10 مارس 1997  | 17 مايو 2005  | ليبراليو أندورا            |
| جوان غابرييل إي إستاني | 17 مايو 2005  | 19 مايو 2009  | ليبراليو أندورا            |
| جوزيب داليرس كودينا    | 19 مايو 2009  | 28 أبريل 2011 | الحزب الديمقراطي الاجتماعي |
| فيسينش ماتيو زامورا    | 28 أبريل 2011 | 3 مايو 2019   | ديمقراطيو أندورا           |
| روزر سوني باسكيت       | 3 أبريل 2019  | 26 أبريل 2023 | ديمقراطيو أندورا           |
| كارليس انسينات ريج     | 26 أبريل 2023 | في المنصب     | ديمقراطيو أندورا           |

أصبحت روزر سوني باسكيت، في 3 أبريل 2019، أول امرأة تشغل منصب الأمين العام في تاريخ أندورا.